# Моравско-Силезские Бескиды
Мора́вско-Силе́зские Бески́ды (словац. Moravskosliezske Beskydy, чеш. Moravskoslezské Beskydy, пол. Beskid Śląsko-Morawski, сил. Ślůnsko-Morawski Beskid) — горный массив в северо-западной Словакии, северо-восточной Чехии и южной Польше, часть Западных Бескид. Наивысшая точка — гора Лиса (1323 м) в чешской Силезии.